# Cesare Rubini
Pour les articles homonymes, voir Rubini.
Cesare Rubini, né le 2 novembre 1923 à Trieste et mort le 8 février 2011 à Milan, est un  entraîneur et ancien joueur de basket-ball et de water-polo italien.

## Biographie
Figurant parmi les plus grands sportifs italiens de l'histoire, il sera l'un des rares sportifs à mener une carrière de haut niveau dans deux sports différents, le basket-ball et le water-polo. Dans ces deux disciplines, il sera international italien. Il devra toutefois faire un choix lors des  Jeux olympiques d'été de 1948 à Londres, compétition au cours de laquelle il obtient une médaille d'or avec l'équipe de water-polo.
Durant sa carrière de sportif, il occupera le poste d'entraîneur-joueur en waterpolo, remportant 6 titres de champions d'Italie. Puis, à la fin de sa carrière de sportif, il devient l'un des plus grands entraîneurs de l'histoire de basket-ball italien: il remporte avec son club de Olimpia Milan 10 titres de Champion d'Italie, la  Coupe des clubs champion 1966 et les Coupe des Coupes 1971 et 1972. Il occupera également le poste de sélectionneur national et conduira la sélection italienne à la médaille de bronze lors des Jeux olympiques d'été de 1980 de Moscou.
Sa carrière dans le monde du basket-ball sera récompensée en 1994 d'une élection au Basketball Hall of Fame. En 2013, après sa mort, il est également introduit au FIBA Hall of Fame et figure aussi sur la liste des membres de l'International Swimming Hall of Fame.
Il meurt le 8 février 2011 à 87 ans.

## Hommage
Le 7 mai 2015, en présence du président du Comité olympique national italien (CONI), Giovanni Malagò, a été inauguré  le Walk of Fame du sport italien dans le parc olympique du Foro Italico de Rome, le long de Viale delle Olimpiadi. 100 tuiles rapportent chronologiquement les noms des athlètes les plus représentatifs de l'histoire du sport italien. Sur chaque tuile figure le nom du sportif, le sport dans lequel il s'est distingué et le symbole du CONI. L'une de ces tuiles lui est dédiée .

## Waterpolo

### Club
- Canottieri Olona de Milan
- Rari Nantes de Naples
- Camogli

### Palmarès

#### Club
- 6 titres de champion d'Italie

#### Sélection nationale
- Jeux olympiques d'été
  -  Médaille d'or aux Jeux olympiques d'été de 1948 à Londres
  -  Médaille de bronze aux Jeux olympiques d'été de 1952 à Helsinki
- Championnat d'Europe
  -  Médaille d'or du championnat d'Europe 1947
  -  Médaille de bronze du championnat d'Europe 1954 à Turin
- autres
- 84 sélections pour l'équipe d'Italie, dont 42 comme capitaine.

## Basket-ball

### Club
- Olimpia Milan

### Palmarès

#### Club
Joueur
- Champion d'Italie 1950, 1951, 1952, 1953, 1954

Entraîneur
- Coupe des clubs champion 1966
- Coupe des Coupes 1971, 1972
- 10 titres de Champion d'Italie: 1957-60, 1962-63, 1965-67, 1972

#### Sélection nationale
Joueur
- Championnat d'Europe
  -  Médaille d'argent du Championnat d'Europe 1946 à Genève

Entraîneur
- Jeux olympiques d'été
  -  médaille d'argent aux Jeux olympiques d'été de 1980 de Moscou
- championnat d'Europe
  -  Médaille d'or du Championnat d'Europe 1983 à Nantes
  -  médaille d'argent du Championnat d'Europe 1991 à Rome
  -  Médaille de bronze Championnat d'Europe 1985 à Stuttgart

### Distinction personnelle
- Basketball Hall of Fame en 1994
- Élu au FIBA Hall Of Fame en 2013[3].